# Фарнштет
Фарнштет (њем. Farnstädt) општина је у њемачкој савезној држави Саксонија-Анхалт. Једно је од 29 општинских средишта округа Зале. Према процјени из 2010. у општини је живјело 1.648 становника. Посједује регионалну шифру (AGS) 15088100.

## Географски и демографски подаци
Фарнштет се налази у савезној држави Саксонија-Анхалт у округу Зале. Општина се налази на надморској висини од 176 метара. Површина општине износи 27,1 km². У самом мјесту је, према процјени из 2010. године, живјело 1.648 становника. Просјечна густина становништва износи 61 становника/km².